# AirQuarius Aviation
AirQuarius Aviation — південноафриканська чартерна авіакомпанія зі штаб-квартирою у місті Йоганнесбург, ПАР, виконує нерегулярні пасажирські перевезення по аеропортах країни і в країни Близького Сходу, а також надає послуги з лізингу власних повітряних суден.
Головним транзитним вузлом (хабом) авіакомпанії є йоханнесбурзький Аеропорт Лансер, як вторинний концентратор виступає Міжнародний аеропорт Кейптаун.

## Історія
Авіакомпанія AirQuarius Aviation була заснована в 1999 році і через кілька місяців почала операційну діяльність на чартерних пасажирських перевезеннях усередині країни. Станом на початок 2010 року штат перевізника складається з 120 співробітників. Компанія повністю належить бізнесменові Гевіну Бренсону.

## Флот
В кінці листопада 2009 року повітряний флот авіакомпанії AirQuarius Aviation становили такі літаки:
- 1 Boeing 737-200 (працює під прапором авіакомпанії Air Namibia)[3]
- 5 Fokker F28 Mk4000 (один літак працює під прапором авіакомпанії SkyLink Arabia)